# Enoch Lepage
Pour les articles homonymes, voir Lepage.
J.-F.-X.-Enoch Lepage (13 juillet 1876 - 25 avril 1937) est un homme d'Église catholique québécois. Il est né le 13 juillet 1876 en la paroisse Saint-Germain de Rimouski,.

## Biographie
Enoch Lepage fut ordonné le 4 juin 1898. Il commença son sacerdoce en tant que vicaire pour la paroisse de Grande-Rivière. Il fut ensuite vicaire pour la paroisse de Matane et assistant du curé aux Méchins. Il fut nommé curé de Notre-Dame de l'Île-Verte en 1901.
En 1904, il fut transféré à la cure de Saint-Alphonse près de Caplan. Il fut de nouveau transféré en 1906, cette fois à L'Anse-au-Griffon à Gaspé. En septembre 1912, il est envoyé dans la vallée de la Matapédia en tant que curé de la paroisse de Saint-Damase. Ses parents, monsieur et madame Étienne Lepage ainsi que son frère Aurèle vivaient avec lui.
Il arriva à Saint-Damase alors que la question sur l'emplacement de la nouvelle église était toujours pendante depuis qu'un débat virulent à ce sujet commença dans les années 1900. En effet, le débat opposait une partie de la population qui voulait bâtir la nouvelle église sur le site de la chapelle qui servait depuis plus de 30 ans et une autre partie voulait la rapprocher du centre géographique de la paroisse.
À la fin de l'année 1915, Enoch tomba malade et il passa les trois premiers mois de l'année 1916 dans un hôpital de Trois-Rivières. Il fut remplacé durant ce temps par l'abbé Chamberland à la cure de Saint-Damase qui demeura aussi pour l'assister pendant deux mois à la suite de son retour.
Pendant que l'abbé Chamberland s'occupait du ministère de la paroisse de Saint-Damase, il y régla la question de l'emplacement de l'église en enclenchant les procédures afin d'obtenir le décret de construction en faisant signer une requête le 10 avril 1916 par la majorité des paroissiens francs-tenanciers.
Le départ de l'abbé Chamberland a forcé Enoch à demander l'aide d'un vicaire permanent puisqu'il était toujours convalescent. L'évêque lui envoya l'abbé Alphonse Miville qui demeura à ce poste pour un an. Le curé Lepage fit débuter les travaux d'édification des nouveaux bâtiments en mai 1917 malgré son état de santé.
En effet, il lui arrivait parfois d'avoir des insuffisances cardiaques ou des moments de faiblesse et les médecins lui interdisaient d'effectuer du travail astreignant. L'église fut inaugurée à Pâques 1919. En 1920, l'abbé Lepage quitta Saint-Damase pour devenir aumônier au monastère des Ursulines de Rimouski. En 1924, il prit sa retraite à Sayabec chez son frère Aurèle où vivaient ses parents depuis 1917.
En 1936, il déménagea à Montmagny avec son frère qui déménageait sa boutique d'orfèvrerie. Il meurt le 27 avril 1937 à Montmagny à l'âge de 63 ans. Ses funérailles et sa sépulture eurent lieu à sa paroisse natale de Saint-Germain de Rimouski. Un service fut célébré pour son repos à Saint-Damase le 24 mai suivant.

## Annexe